# 佐竹美保
佐竹美保（さたけ みほ、1957年3月3日 - ）は、富山県出身の画家。
1975年に富山県立高岡工芸高等学校デザイン科を卒業、翌年上京する。雑誌「奇想天外」で挿絵画家としてデビュー。主に児童書の挿絵を担当し、SFやファンタジーの分野で活動している。
『魔法使いハウルと火の悪魔』（ダイアナ・ウィン ジョーンズ作）、『魔女の宅急便』（角野栄子作、その3以降を担当）など、よく知られた児童文学作品の数々の表紙や挿絵を描いている。

## 作品一覧

### 表紙・挿絵
- 時間帝国（川又千秋、カドカワノベルス、1984年）
- 騎士ローラン　妖魔の森の冒険 (武田邦人、朝日ソノラマ　ハローチャレンジャーブック、1984年)
- おしゃれおばけの小さなデート（上崎美恵子、ポプラ社、1985年）
- リトル・カントリー（チャールズ・デ・リント、創元推理文庫、1993年）
- 私が幽霊だった時（ダイアナ・ウィン・ジョーンズ、創元推理文庫、1993年）
- 不思議を売る男（ジェラルディン・マコーリアン、偕成社、1998年）
- アーサー王物語 （ジェイムズ・ノウルズ、偕成社、2000年）
- サラシナ（芝田勝茂、あかね書房、2001年）
- 盗まれた記憶の博物館（ラルフ・イーザウ、あすなろ書房、2002年）
- 黒い兄弟 （リザ・テツナー、あすなろ書房、2002年）
- ジュリー 不思議な力を持つ少女（コーラ・テイラー、小学館、2003年)
- 絵本 千の風になって（新井満、理論社、2004年）
- うしろの正面（小森香折、岩崎書店、2006年）
- 絵の中からSOS（赤羽じゅんこ、岩崎書店、2006年）
- 見えざるピラミッド（ラルフ・イーザウ、あすなろ書房、2007年）
- 6さいのきみへ（佐々木正美、小学館、2011年）
- アーヤと魔女（ダイアナ・ウィン・ジョーンズ、徳間書店、2012年）
- ぼろイスのボス（ダイアナ・ウィン・ジョーンズ、徳間書店、2015年）
- 四人のおばあちゃん（ダイアナ・ウィン・ジョーンズ、徳間書店、2016年）
- ヨーレのクマー（宮部みゆき、角川書店、2016年）
- 王様に恋した魔女（柏葉幸子、講談社、2016年 ISBN 9784062202527）
- 賢女ひきいる魔法の旅は（ダイアナ・ウィン・ジョーンズ、徳間書店、2016年）
- ビーおばさんとおでかけ（ダイアナ・ウィン・ジョーンズ、徳間書店、2017年）
- こわいオオカミのはなしをしよう（ウィリアム・マクリーリー、岩波書店、2019年）

### シリーズ作品表紙・挿絵
- ランドルフィ物語 全7巻（清水義範、朝日ソノラマ文庫、1985～1988年）
- 魔法少女マリリン　全4巻(村山早紀、教育画劇、1995〜2002年)
- メニム一家の物語 全5巻（シルヴィア・ウォー、講談社、1995年～1997年）
- 魔法使いハウルと火の悪魔（ダイアナ・ウィン・ジョーンズ、徳間書店、1997年）
- シェーラひめのぼうけん　全10巻（村山早紀、童心社、1997～2002年）
- 封神演義 全3巻（渡辺仙州編訳、偕成社、1998年）
- 魔女の宅急便（角野栄子、3巻～6巻、特別編2巻、2000年～）
- ネシャン・サーガ 全3巻（ラルフ・イーザウ、あすなろ書房、2000～2001年）
- リンの谷のローワン 全5巻（エミリー・ロッダ、あすなろ書房、2000～2003年）
- ブンダバー 全10巻（くぼしまりお、ポプラ社、2001～2006年）
- 忍者KIDS 全9巻（斉藤　栄美、ポプラ社、2001～2006年）
- 大魔法使いクレストマンシー 全7巻（ダイアナ・ウィン・ジョーンズ、徳間書店、2001年～2009年）
- 守り人シリーズ（上橋菜穂子、偕成社、2001年～2018年）
  - 虚空の旅人
  - 蒼路の旅人
  - 炎路を行く者（「炎路の旅人」）
  - 風と行く者
- 未散と魔法の花 全3巻（松本祐子、小峰書店、2002～2006年）
- 新シェーラひめのぼうけん 全10巻（村山早紀、童心社、2003～2007年）
- ドーム郡シリーズ 全3巻（芝田勝茂、小峰書店、2003～2005年）
- 勾玉シリーズ （荻原規子、トクマ・ノベルズ EDGE、2005年）
- ミラート年代記 全3巻（ラルフ・イーザウ、あすなろ書房、2008～2010年）
- 〈図書館版〉名探偵ホームズ 全8巻（ポプラ社、2012年？）
- 竜が呼んだ娘（柏葉幸子、朝日学生新聞社、2013年）
- パン屋のイーストン（巣山ひろみ、河出書房新社、2016年 ISBN 9784309921037）
  - イーストンと春の風（巣山ひろみ、出版ワークス、2017年）
  - イーストンと音楽会（巣山ひろみ、出版ワークス、2018年）
- 十年屋シリーズ 1～8巻（廣嶋玲子、静山社、2018年～）
- 邪馬台戦記シリーズ 1～2巻（東郷隆、静山社、2018年～）
- 十年屋と魔法街の住人たちシリーズ 1～6巻（廣嶋玲子、静山社、2019年～）
- 秘密に満ちた魔石館シリーズ 1～5巻（廣嶋玲子、PHP研究所、2019年～）
- きつねの橋シリーズ 1～3巻（久保田香里、偕成社、2019年～）

### 新装版などの表紙・挿絵
- 西の善き魔女 全4巻（荻原規子、中央公論新社、2001～2002年）[注 1]
- シェーラ姫の冒険　愛蔵版(上、下) (村山早紀、童心社、2019年3月)
- 新シェーラ姫の冒険　愛蔵版(上、下) (村山早紀、童心社、2021年3月)[注 2][2]
- ハリー・ポッターシリーズ新装版(J・K・ローリング作、松岡佑子訳、静山社、2019年〜2020年)[注 3][3]
- 文庫版空色勾玉・白鳥異伝(上、下)(荻原規子、徳間書店、2010年6月〜7月)[注 4][4]

### 音楽アルバム
- TeddyLoid『BLACK MOON RISING』(キングレコード　2014年9月17日) ブックレットイラスト[5]※歌詞カードは無く、ブックレットを見ながら聴くことでイラスト、ストーリー、音楽が連動して全体の物語がわかる仕組みとなっている[6]。
- TeddyLoid『Re:MOMOIRO CLOVER Z』(キングレコード　2015年9月16日)ジャケットイラスト[7]※ TeddyLoidによるももいろクローバーZの公式リミックスアルバム。